# Pere Albert
Pere Albert fou un important jurista i eclesiàstic català mort possiblement el 1261. Canonge de la catedral de Barcelona des del 1233 fins al possible any de la seva mort.
Va estudiar dret romà a la Universitat de Bolonya i fou el primer jurista que va intentar relligar-lo amb els usos i costums catalans. Amb aquest objectiu va escriure cap al 1250 el Tractatus de consuetudinibus Cathaloniae inter dominos et vassallos, aviat traduïda i coneguda en català com a Commemoracions de Pere Albert. La seva tasca va ajudar a precisar la diversitat d'estatus legals de la pagesia catalana d'aquell temps. Alguns dels seus punts de vista van marcar la tradició jurídica a partir d'ell.
Cal destacar que la seva obra jurídica establí el concepte de Catalunya Vella i Catalunya Nova en funció de la condició social dels pagesos de remença, tot assegurant que a la primera s'havia de pagar la redempció mentre que a les noves terres conquerides aquesta càrrega era inexistent.
També li ha estat atribuïda, sense certesa, l'obra De Batalla, de 1251-1255, sobre el dret al combat.